# Resin
Resin, död 732 f.Kr., var den tionde och siste kungen av Aram-Damaskus. Han försökte hålla emot Assyriens växande makt under Tiglath-Pileser III genom ett militärt förbund med bland andra kung Pekach av Israel. Tillsammans började de det syrisk-efraimitiska kriget mot Juda rike. De anföll Jerusalem, men lyckades inte erövra det. Tiglat-Pileser ingrep och erövrade Damaskus. Resin dödades och stora delar av stadens befolkning deporterades.